# Werner Gebhardt (Fußballspieler)
Werner Gebhardt (* 22. März 1925) war Fußballspieler im DDR-Fußballspielbetrieb. In der Oberliga, der höchsten Spielklasse war er für die BSG Empor Lauter, die BSG Wismut Aue und den SC Wismut Karl-Marx-Stadt aktiv.

## Sportliche Laufbahn
In der Saison 1951/52 ging die BSG Empor aus dem westerzgebirgischen 8000 Einwohner zählenden Ort Lauter in ihre zweite Spielzeit in der zweitklassigen DDR-Liga. Am Saisonende stand die BSG als Sieger der Staffel 2 fest. Damit hatte sie bereits den Aufstieg in die DDR-Oberliga erreicht, der Spielplan sah jedoch vor, dass beide Staffelsieger auch den DDR-Ligameister ausspielen sollten. Erforderlich waren zwei Siege, schließlich wurden vier Spiele notwendig, ehe Empor Lauter nach 1:0, 1:5, 0:0 n. V. und 3:0 als Ligameister feststand. Einer der Garanten dieses Titels war der 27-jährige Linksaußenstürmer Werner Gebhardt. Er bestritt alle vier Endspiele, entschied die erste Begegnung mit seinem 1:0-Siegtreffer und setzte beim entscheidenden vierten Spiel mit dem 3:0 den Schlusspunkt.
In der ersten Oberligasaison der Lauterer 1952/53 setzte Trainer Walter Fritzsch zunächst nicht auf den erfolgreichen Linksaußen und gab auf dieser Position den Neuzugängen Herbert Zwahr und Karl-Heinz Mohr den Vorzug. Erst als nach 13 Meisterschaftsspielen Außenläufer Hans Meyer ausfiel, wurde Gebhardt bis zum Saisonende als linker Läufer bis zum Saisonende in 15 Oberligaspielen eingesetzt. Als 10. unter 17 Mannschaften schaffte Empor Lauter sicher den Klassenerhalt. Als zur Saison 1953/54 mit Heinz Pönert ein neuer Trainer die Mannschaft übernahm, war Gebhardt vom ersten Punktspiel an mit von der Partie. Er behielt im Wesentlichen die Position als linker Läufer bei und bestritt sämtliche 28 Meisterschaftsspiele.
Nach insgesamt 43 Oberligaeinsätzen für Empor Lauter mit vier Torerfolgen wechselte Gebhardt zur Saison 1954/55 zum Lokal- und Oberligarivalen BSG Wismut Aue, wo die bisherigen Mittelfeldakteure Paul Süß und Heinz Weißflog ausgeschieden waren. Es gelang Gebhardt jedoch nicht, sich erneut einen Stammplatz zu erobern und er kam zwischen dem 1. und 20. Meisterschaftsspiel lediglich achtmal zum Einsatz. Während dieser Zeit wurde die BSG in den SC Wismut Karl-Marx-Stadt umgewandelt, dessen Sektion Fußball weiterhin in Aue beheimatet blieb. Nach seinem letzten Punktspiel für den SC Wismut war Gebhardts Oberligakarriere beendet, in der er 51 Punktspiele bestritt und vier Tore erzielte.